# 尖吻胸啄電鰻
尖吻胸啄電鰻（學名：Sternarchorhynchus oxyrhynchus），為輻鰭魚綱電鰻目線翎電鰻科的其中一種熱帶淡水魚，分布於南美洲委內瑞拉、圭亞那及巴西的亞馬遜河流域，體長可達47公分，棲息在底中層水域，生活習性不明。